# N,N-Diethylhydroxylamin
N,N-Diethylhydroxylamin ist eine chemische Verbindung aus der Gruppe der Hydroxylaminderivate.

## Gewinnung und Darstellung
N,N-Diethylhydroxylamin kann durch Reaktion von Diethylamin mit Wasserstoffperoxid in tert-Butylalkohol und mit einem Titansilicat-Katalysator gewonnen werden.

## Eigenschaften
N,N-Diethylhydroxylamin ist eine leicht flüchtige, farblose Flüssigkeit mit aminartigem Geruch, die löslich in Wasser ist.

## Verwendung
N,N-Diethylhydroxylamin wird als photographischer Entwickler, Antioxidans, Korrosionshemmer sowie als Reaktionsstopper in der Synthesekautschukproduktion verwendet. Es kann auch als Ligand bei der Herstellung von unsymmetrischen Oxadiazolin- und/oder Imin-Platinkomplexen verwendet werden. Es kann auch bei der Synthese von organometallischen Clustern von gemischten Hydrazid/Hydroxylamid-Clustern von Zink verwendet werden.

## Sicherheitshinweise
Die Dämpfe von N,N-Diethylhydroxylamin können mit Luft ein explosionsfähiges Gemisch (Flammpunkt 45 °C) bilden.

## Risikobewertung
N,N-Diethylhydroxylamin wurde 2018 von der EU gemäß der Verordnung (EG) Nr. 1907/2006 (REACH) im Rahmen der Stoffbewertung in den fortlaufenden Aktionsplan der Gemeinschaft (CoRAP) aufgenommen. Hierbei werden die Auswirkungen des Stoffs auf die menschliche Gesundheit bzw. die Umwelt neu bewertet und ggf. Folgemaßnahmen eingeleitet. Ursächlich für die Aufnahme von N,N-Diethylhydroxylamin waren die Besorgnisse bezüglich der möglichen Gefahren durch krebsauslösende und mutagene Eigenschaften. Die Neubewertung läuft seit 2019 und wird von Schweden durchgeführt. Um zu einer abschließenden Bewertung gelangen zu können, wurden weitere Informationen nachgefordert.